# یواس‌اس کنکورد (اس‌پی-۷۷۳)
یواس‌اس کنکورد (اس‌پی-۷۷۳) (به انگلیسی: USS Concord (SP-773)) یک کشتی بود که طول آن 140' بود. این کشتی در سال ۱۸۹۸ ساخته شد.